# Ránquil
Ránquil este o comună din provincia Ñuble, regiunea Bío Bío, Chile, cu o populație de 5.762 locuitori (2012) și o suprafață de 248,3 km2.